# Pháo cao xạ 52-K 85 mm

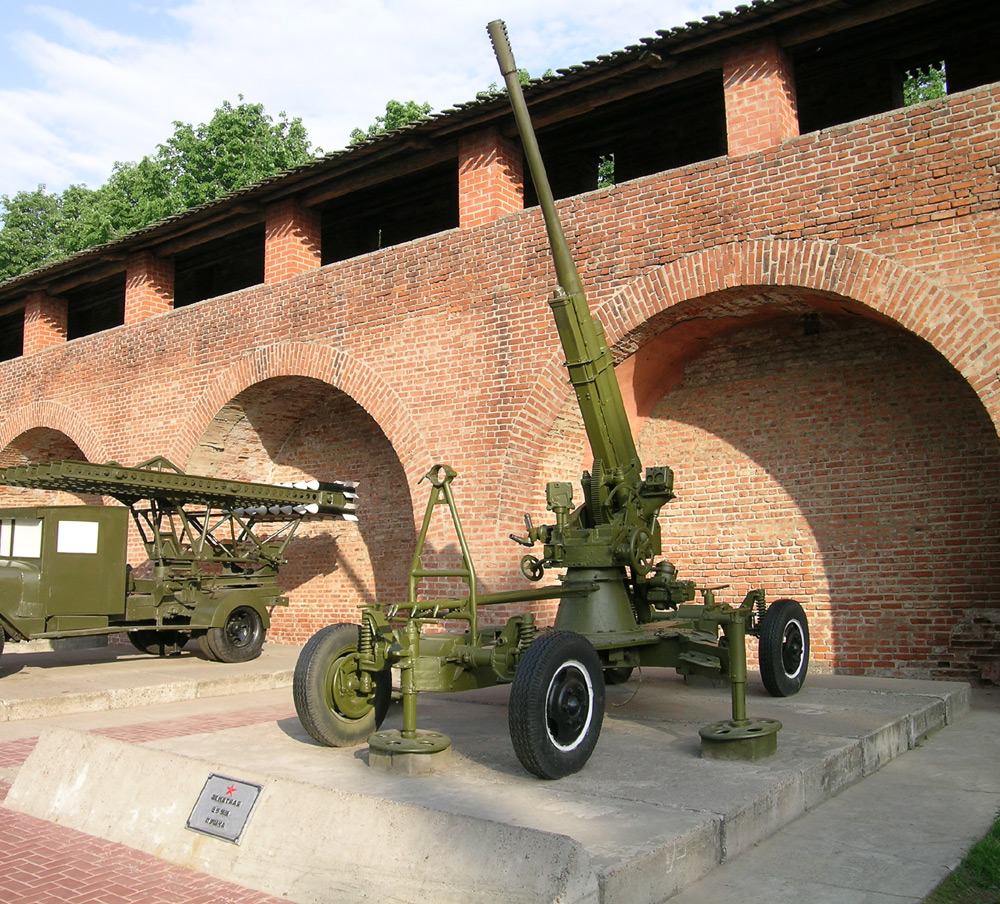
Pháo cao xạ 52-K 85 mm trưng bày ở Kremlin ở Nizhny Novgorod

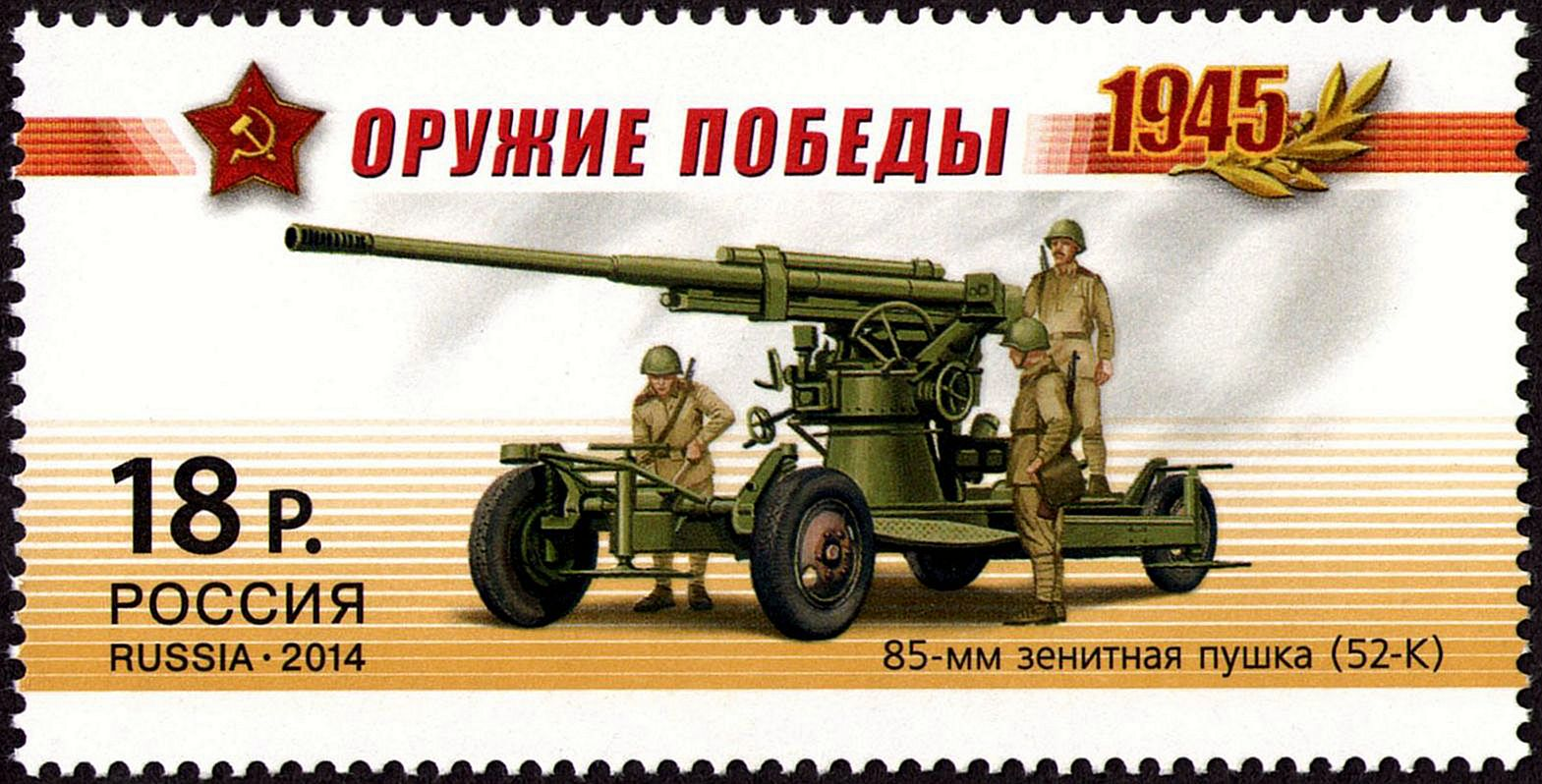
Pháo cao xạ 52-K 85 mm được ca ngợi trên một con tem của Liên bang Nga năm 2014.

Pháo cao xạ 52-K 85 mm (tiếng Nga: 85-мм зенитная пушка обр. 1939 г. (52-К) nghĩa là súng phòng không 85-mm kiểu 1939 (52-K)) là một loại pháo phòng không của Liên Xô do hai nhà thiết kế của nước này là Mikhail Nikolayevich Loginov và G. D. Dorokhin cùng thiết kế. Loại pháo này đã chứng tỏ thành công trong Chiến tranh thế giới thứ hai khi chống các loại mục tiêu bay tầm trung và cao nhất là các máy bay ném bom. Liên Xô biên chế nhiều trung đoàn pháo cao xa, mỗi trung đoàn có 16 cỗ 52-K này. Lực lượng phòng không của Hồng quân còn biên chế các sư đoàn phòng không dã chiến từ các trung đoàn như thế.
Ngoài ra, nó còn được sử dụng như pháo chống tăng. Nòng pháo 85 mm là cơ sở cho các loại nòng pháo xe tăng như xe tăng T-34/85.
| Chế tạo pháo cao xạ 52-K   | 1939 | 1940 | 1941 | 1942 | 1943 | 1944 | 1945 | Tổng cộng |
| Nhà máy số 8 ở Kaliningrad | 20   | 940  | 3319 |      |      |      |      | 4279      |
| Nhà máy số 8 ở Sverdlovsk  |      |      | 52   | 2761 | 3715 | 1903 | 712  | 16992     |
| Tổng cộng                  | 20   | 960  | 3371 | 2761 | 3715 | 1903 | 712  | 21271     |

## Các quốc gia sử dụng
- Liên Xô
- Việt Nam